# Wahlen 1910
◄◄ | ◄ | 1906 | 1907 | 1908 | 1909 | Wahlen 1910 | 1911 | 1912 | 1913 | 1914 | ► | ►►

Weitere Ereignisse
Folgende Wahlen fanden 1910 unter anderem statt:
- am 1. und 2. Februar die Parlamentswahl in Finnland 1910
- am 24. April und 8. Mai die Wahl zur Abgeordnetenkammer in Frankreich
- vom 18. bis 28. Mai 1910 die erste und einzige Wahl zum Landtag von Bosnien und Herzegowina
- am 20. Mai die Folketingswahl 1913 in Dänemark
- vom 1. bis zum 10. Juni 1910 die Parlamentswahl in Ungarn 1910
- zwischen dem 23. und 28. Juli die Wahl zum Landtag in Liechtenstein
- am 15. September die Parlamentswahlen in Südafrika 1910
- in Großbritannien zwei Unterhauswahlen: 
  - im Januar 1910
  - im Dezember 1910
- am 8. November die Wahlen zum US-Repräsentantenhaus
- Wahlen zum US-Senat
- in Griechenland zwei Parlamentswahlen: 
  - am 21. August
  - am 11. Dezember